# Aeroporto Internacional de Jardines del Rey
O Aeroporto Internacional de Jardines del Rey (código IATA: CCC; OACI: MUCC), também conhecido como Aeroporto Internacional de Cayo Coco é um aeroporto novo, situado na Ilha de Cayo Coco, parte do arquipélago cubano, conhecido como Jardins do Rei, na província de Ciego de Ávila. Milhares de turistas canadenses e europeus passam pelo aeroporto. O aeroporto serve aos turistas que se dirigem há Cayo Guillermo e Cayo Coco.

## História
No início dos anos 1990, o governo cubano começou a desenvolver o setor de turismo em Cayo Coco, e vários resorts foram construídos. Para chegar a Cayo Coco, os turistas tinham que voar até o Aeroporto Máximo Gómez, no continente, e depois fazer uma viagem de ônibus de uma hora até a ilha. Para tornar a viagem a Cayo Coco mais conveniente, o governo cubano anunciou em 1999 que construiria um novo aeroporto na própria ilha. Ambientalistas desaprovaram o local selecionado para o aeroporto, mas o governo respondeu que o local estava localizado em uma zona já designada para o desenvolvimento de infraestrutura. Enquanto isso, o aeroporto Cayo Coco existente na ilha, situado em uma área ambientalmente mais sensível, seria demolido e reflorestado.
A construção do aeroporto começou em janeiro de 2000. No final do ano, a empresa espanhola de aeroportos Aena assinou um contrato com o governo cubano para construir e operar o novo aeroporto, tornando-se assim a primeira entidade estrangeira a administrar um aeroporto cubano. A gestão é compartilhada com a empresa cubana ECASA. A primeira fase do projeto foi concluída no início de 2002, que compreendeu a construção da pista, pistas de taxiamento, pátio, torre de controle de tráfego aéreo e um terminal provisório com capacidade para 150 passageiros. O aeroporto foi inaugurado oficialmente em 26 de dezembro de 2002 com a conclusão de um terminal maior, que trouxe a capacidade anual do aeroporto para 1,2 milhão de passageiros.
O aeroporto sofreu grandes danos com o furacão Irma em setembro de 2017. As autoridades procederam a uma renovação significativa do terminal, reconstruindo as paredes com betão para que possam suportar melhor essas condições no futuro. Além disso, foram construídas novas lojas e instalado um sistema de ar condicionado centralizado. O Aeroporto Jardines del Rey conseguiu reabrir no início de novembro de 2017, a tempo para o início da temporada turística de inverno.

## Infraestrutura

### Terminal
O terminal tem 64.600 metros quadrados (695.000 pés quadrados) de tamanho e pode receber 600 passageiros por hora. Suas comodidades incluem duas salas VIP, uma lanchonete, restaurante, lojas duty-free e uma cabine de câmbio.

### Campo de aviação
O Aeroporto Jardines del Rey tem uma única pista, 26/08, que mede 3.000 por 45 metros (9.843 pés × 148 pés) e está equipada com um sistema de pouso por instrumentos. O pátio possui três vagas de estacionamento e é conectado à pista por duas pistas de taxiamento.

## Linhas Aéreas e destinos
- AeroCaribbean (Havana)
- Air Canada (Halifax, Montreal, Toronto-Pearson)
- Air Transat (Halifax, Montreal, Quebec, Toronto-Pearson)
- Blue Panorama Airlines (Milão-Malpensa)
- CanJet (Quebec)Pacific Avionics & Instruments | IMP Group
- Cubana de Aviación (Buenos Aires, Havana, Montreal, Toronto-Pearson)
- Condor Airlines (Frankfurt)
- MyTravel Airways (Londres - Gatwick, Mánchester (Reino Unido))
- Skyservice (Halifax, Montreal, Ottawa, Quebec, Toronto-Pearson)
- Sunwing Airlines (Montreal, Toronto-Pearson)